# 相馬哲平 (2代)
2代相馬 哲平（そうま てっぺい、前名・堅彌、1866年11月12日（慶応2年10月6日） - 1943年（昭和18年）6月11日）は、日本の実業家、北海道多額納税者。函館貯蓄銀行頭取。相馬商店社長。相馬合名会社代表社員。北海道銀行取締役。

## 人物
初代相馬哲平の長男。相馬省三の兄。先代・哲平は新潟県北蒲原郡乙村大字荒井浜出身で、早くから北海道に渡り、巨財を積み貴族院議員に互選された。1921年、家督を相続し前名・堅彌を改め襲名した。金融業を営んだ。
貴族院多額納税者議員選挙の互選資格を有した。宗教は曹洞宗。趣味は旅行。1931年に紺綬褒章を、1942年に同飾版を各賜う。住所は北海道函館市大町、同市元町。

## 家族・親族
相馬家
- 父・初代哲平[1]（1833年 - 1921年、北海道多額納税者、貴族院議員、相馬合名代表社員）
- 母・キノ（1834年 - ?、伊賀喜三郎の二女）[5]
- 姉・クワ（1863年 - ?、地家主、百十三銀行、相馬商店取締役各相馬市作の妻、分家）[5]
- 妻・チヨ（1874年 - ?、新潟、丹後直平の妹）[5]
- 養子・確郎[1]（1890年 - ?、亀山恭平の弟[8]、地家主[9]、北海道銀行、函館貯蓄銀行各取締役）
- 二男・守之助（1895年 - 1953年　３代哲平）[5][10]
- 三男・元治[5]（地家主[9]）
  - 同妻・ラク（1901年 - ?、新潟、二宮孝順の妹）[5]

親戚
- 亀山恭平（日本勧業銀行地方顧問）
- 丹後直平（衆議院議員）
- 二宮孝順（農業、新潟県多額納税者）